# Muttayyapuram
Muttayyapuram é uma panchayat (vila) no distrito de Toothukudi, no estado indiano de Tamil Nadu.

## Demografia
Segundo o censo de 2001,  Muttayyapuram  tinha uma população de 30,314 habitantes. Os indivíduos do sexo masculino constituem 52% da população e os do sexo feminino 48%. Muttayyapuram tem uma taxa de literacia de 70%, superior à média nacional de 59.5%: a literacia no sexo masculino é de 74% e no sexo feminino é de 66%. Em Muttayyapuram, 11% da população está abaixo dos 6 anos de idade.